# Florin Popa
Florin Popa (n. 1 iunie 1983) este un jucător român de fotbal legitimat la clubul Săgeata Năvodari.